# Tropidion abditum
Tropidion abditum là một loài bọ cánh cứng trong họ Cerambycidae.